# Alexander Gibson (botaniste)
Pour les articles homonymes, voir Alexander Gibson et Gibson.
Alexander Gibson est un botaniste et un chirurgien écossais, né en 1800 dans le Kincardineshire et mort en 1867.

## Biographie
Il fait ses études à Édimbourg. Il part en Inde pour le compte  de la Compagnie anglaise des Indes orientales comme chirurgien. Il devient le directeur du jardin botanique de Dapuri (1838-1947) sous l’ancienne Bombay Presidency. Il est l’acteur de la mise en place des lois de protection des forêts établies par la Compagnie, Gibson réussit à promouvoir, avec l’aide d’Hugh Francis Clarke Cleghorn (1820-1895) et d’Edward Green Balfour (1813-1889), un programme de conservation des forêts.
Le service médical en Inde, au XIXe siècle, citait largement les œuvres d'Alexander von Humboldt (1769-1859) reliant déforestation, extension de la sécheresse et changement de température à une large échelle. Plusieurs rapports faisaient ainsi état de déforestation et de sécheresse à une grande échelle, comme les rapports réalisés par le chirurgien James Ranald Martin (1796-1874). Gibson écrit à Sir Joseph Dalton Hooker (1817-1911), en 1841, que le Deccan est plus dénué que le Gujarat et que la déforestation des mots Ghat était rapide. Il sollicite Sir Hooker pour qu’il intervienne auprès du gouvernement afin de contrôler les forêts des régions du Deccan et du Konkan. Cela aboutit à la création d’un service de protection forestière et Gibson est nommé conservateur des forêts. Ceci est le premier exemple d’une gestion des forêts par un État. Gibson est conservateur des forêts de Bombay de 1847 à 1860.

## Sources
- (en) Gregory Allen Barton, Empire Forestry and the Origins of Environmentalism, Cambridge, Cambridge University Press, 2007, 212 p. (ISBN 978-0-521-03889-8).
- (en) Richard H. Grove, Ecology, Climate and Empire : Colonialism and Global Environmental History, 1400-1940, Cambridge, Cambridge University Press, 1997, 237 p. (ISBN 1-874267-19-7).
- (en) Henry J. Noltie, The Dapuri drawings : Alexander Gibson and the Bombay Botanic Gardens, Antique Collectors' Club (Woodbridge), 2002, 240 p. (ISBN 1-85149-422-7).